# Wildzang
Het werk Wildzang van kunstenaar Sigurður Guðmundsson uit 1976 was gesitueerd op de Bijlmerweide in Amsterdam-Zuidoost. Het was in die tijd een van de grootste kunstwerken ooit in Nederland gemaakt. Het bestond uit 1879 houten palen die een terrein van circa 80 bij 25 meter bestreken. Wildzang was geïnspireerd op het gedicht Wilthzang van Joost van den Vondel, een zeventiende-eeuwse bejubeling van de schoonheid van de natuur.
Wat zong het vrolijk vogelkijn dat in de boomgaard zat? Hoe heerlijk blinkt de zonneschijn van rijkdom en van schat. Hoe ruist de koelte in ’t eikenhout en vers gesproten lof. Hoe straalt de boterbloem als goud wat heeft de Wildzang stof!
IJslander Sigurður Guðmundsson zette het gedicht om in morseseinen, die hij verbeeldde met korte (30 cm) en langere palen (60 cm) van azobéhout, dat normaal gesproken heel duurzaam is. De palen werden in de grond geheid, verwijzend  naar Amsterdam, dat op palen gebouwd is. 
Het object was al na twintig jaar vrijwel geheel vergaan terwijl het bedoeling was dat het ongeveer een mensenleven zou meegaan. Het hout, dat niet goed behandeld was, bleek vatbaar voor rotting aan de grond en was niet goed bestand tegen weersomstandigheden als regen en sneeuw. Al in 1987 is in overleg met de kunstenaar besloten het niet meer op te knappen. Op een foto uit 1991 is een groot deel van het kunstwerk nog zichtbaar. In 2013 waren nog slechts een paar overblijfselen van Wildzang te zien. Overblijfselen van het kunstwerk op het grasveld zijn door de gemeente verwijderd. Het kunstwerk is nu dus echt 'dood' nadat het in de jaren 1990 al was verwijderd uit het register van kunstwerken van de gemeente Amsterdam.
In 2016 is op de exact zelfde plek als Wildzang een kinderhindernisbaan en speelplek gemaakt, voornamelijk van hout van een aantal bomen die daar stonden, ook enkele betonnen buizen en een kabelbaan. De omheining is grotendeels van de overgebleven takken gemaakt.

## Afbeeldingen

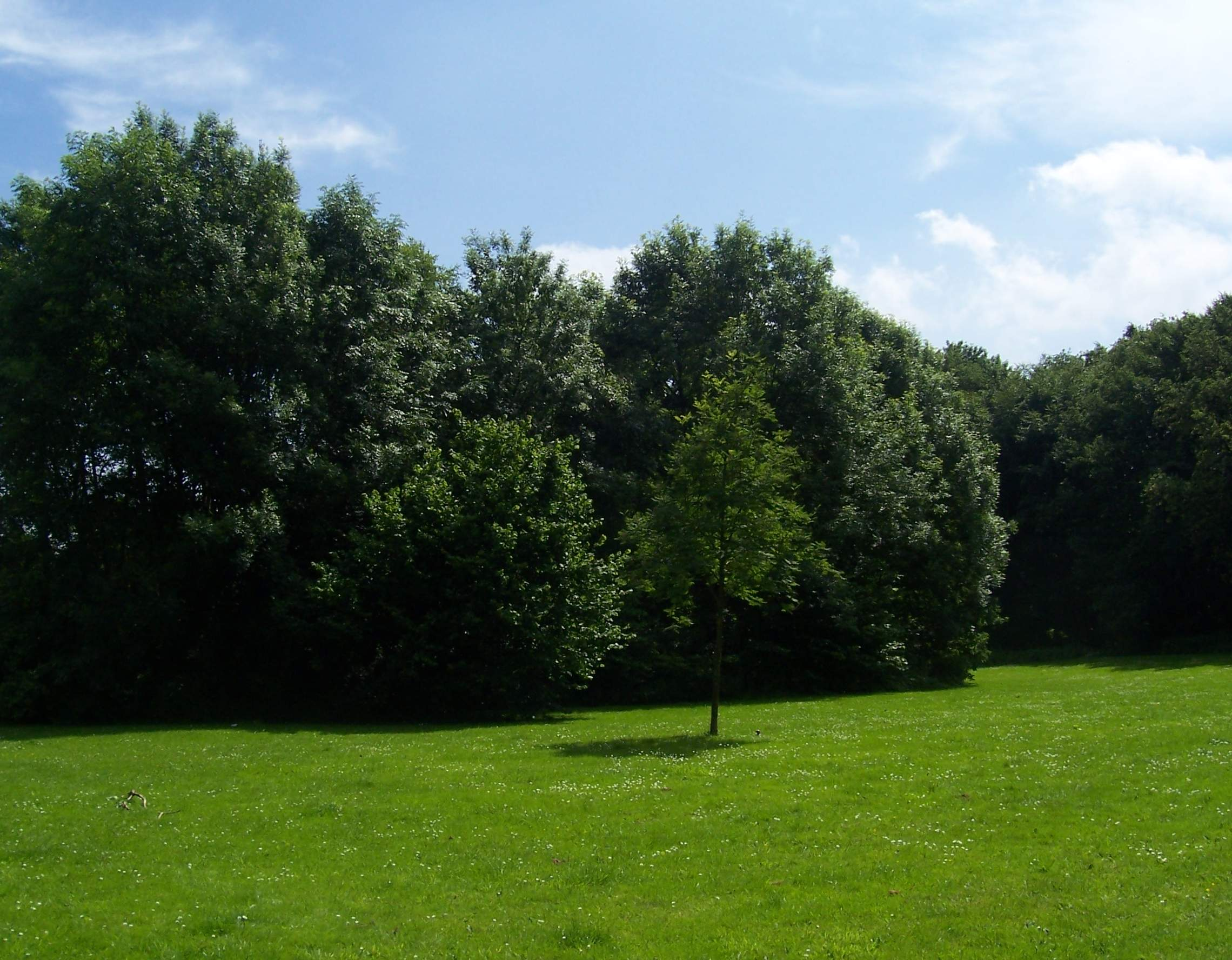
Plaats van het voormalig kunstwerk (deels in de bosschages), nog zonder de nieuwe bestemming, 2013
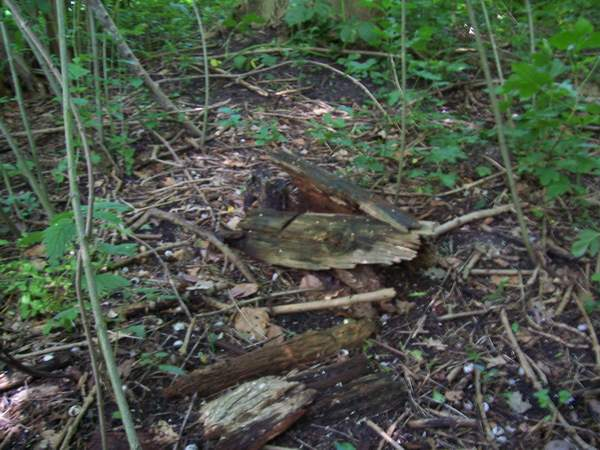
Resten van paaltjes, 2013
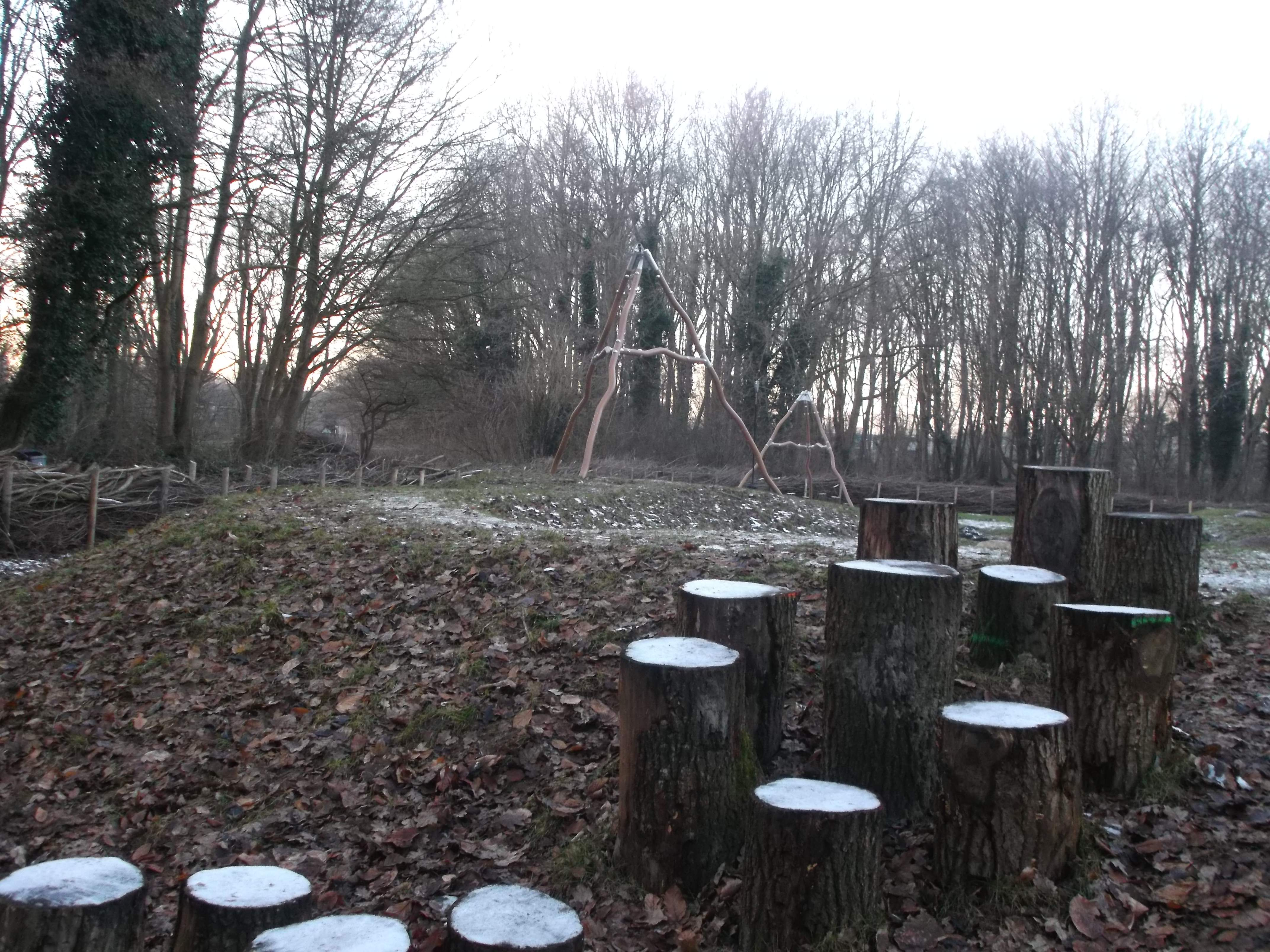
Parcours (natuurlijke speelplaats) voor kinderen op dezelfde plaats waar Wildzang stond, op de foto: houten evenwichtpaaltjes en een kabelbaan (2017). Verder aanwezig: zeer oude grote stenen om het evenwicht te trainen en te springen, bruggetjes met evenwichtsbalken, klimboom, tunnels en een geheel van de gekapte bomen gemaakt hekwerk, met losse takken en boomstammen tussen paaltjes.